# Januari 2013
| Januari 2013 |
| Månader under 2013: Januari · Februari · Mars · April · Maj · Juni · Juli · Augusti · September · Oktober · November · December ← December 2012 · Januari 2014 → |

## Händelser

### 1 januari
- Košice och Marseille blir årets europeiska kulturhuvudstäder.
- Hembiträden i Singapore får laglig rätt till en ledig dag per vecka.[1][2]
- Ett flertal kommunsammanslagningar träder i kraft i Finland.
- Universitetskanslersämbetet samt Universitets- och högskolerådet i Sverige påbörjar sin verksamhet.

### 11 januari
- Forskare vid University of Central Lancashire tillkännager upptäckten av Huge-LQG, en väldigt stor stor kvasargrupp, den största kända strukturen i det observerbara universum.

### 15 januari
- Den så kallade hästköttsskandalen avslöjas, då det framkommer att köttprodukter i brittiska och irländska varuhus, som marknadsförs som nötkött, i själva verket innehåller hästkött.
- På Saltsjöbanan kraschar ett 4-vagnarståg in i ett bostadshus nära Saltsjöbadens station. En städerska som fanns på tåget skadas svårt.
- Resesajten Wikivoyage lanseras officiellt som ett Wikimediaprojekt.

### 19 januari
- Ett gisslandrama i In Amenas i Afghanistan får sin upplösning. Många i gisslan dödas.

### 22 januari
- I Israel hålls val till Knesset.

### 23 januari
- Storbritanniens premiärminister David Cameron håller ett uppmärksammat tal där han lovar att landet ska folkomrösta om EU-medlemskapet år 2017.

### 28 januari
- Drottning Beatrix av Nederländerna meddelar att hon tänker abdikera den 30 april till förmån för sin son, prins Willem-Alexander.

### 29 januari
- USA:s senat godkänner John Kerry som ny utrikesminister.[3]
- Förhandlingarna mellan den svenska regeringen, LO och Svenskt Näringsliv om en så kallad "jobbpakt" för minskad ungdomsarbetslöshet spricker.[4]